# Honorius IV van Monaco
Honorius IV Karel Anna Maria Maurits Grimaldi (Monaco, 17 mei 1758 – Parijs, 16 februari 1819) was van 1814 tot 1819 vorst van Monaco.
Hij was de zoon van prins Honorius III, die in de Franse Revolutie werd onteigend (1793) en in 1795 in gevangenschap stierf. Na de val van Napoleon in 1814 werd de onafhankelijkheid van Monaco door het Verdrag van Parijs hersteld. Honorius wilde vanwege zijn slechte gezondheid de macht overdragen aan zijn broer Jozef. Na protesten van zijn zoon Honorius Gabriël aanvaardde hij toch zelf de regering, hoewel het bestuur in feite door regenten werd gevoerd.
Na de terugkeer van Napoleon werd Honorius IV gevangengenomen en voor de keizer gevoerd. Na 's keizers uiteindelijke val werd op het Congres van Wenen de soevereiniteit van Monaco opnieuw hersteld, nu echter als protectoraat van het Koninkrijk Sardinië. Honorius werd na zijn dood in 1819 opgevolgd door zijn zoon Honorius V.
Uit zijn huwelijk met Louise Félicité Victoire d'Aumont, hertogin de Mazarin et de la Meilleraye, werden twee kinderen geboren:
- Honorius Gabriël (1778-1841), de latere vorst Honorius V;
- Tancred Florestan Rogier Lodewijk (1785-1856), de latere vorst Florestan.

Reinier I · Karel I, Anton, Reinier II en Gabriël · Lodewijk en Jan I · Lodewijk · Ambrosius en Jan I · Jan I · Catalanus · Claudine · Lambert · Jan II · Lucianus · Augustinus · Honorius I · Karel II · Hercules · Honorius II · Lodewijk I · Anton I · Louise Hippolyte · Jacobus I · Honorius III · Honorius IV · Honorius V · Florestan I · Karel III · Albert I · Lodewijk II · Reinier III · Albert II